# Inchal, Parasgad
Inchal là một làng thuộc tehsil Parasgad, huyện Belgaum, bang Karnataka, Ấn Độ.